# Langues chocó
Les langues chocó sont une famille de langues amérindiennes d'Amérique centrale et d'Amérique du Sud, parlée (par les Indiens Chocó), au Nord-Ouest de la Colombie et au Panama. 

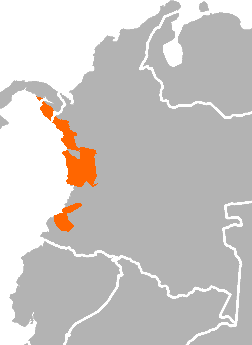
Carte des langues chocó.

## Classification
- Le wounaan
- Les langues emberá
  - Langues emberá du Nord
    - L'embera darién
    - L'emberá catío

  - Langues emberá du Sud
    - L'embera chamí
    - L'embera tadó ou embera basurudó
    - L'epena saija ou epena pedée

Ethnologue.com rajoute cinq langues éteintes à cette liste.